# Telecomunicações do Maranhão
Telecomunicações do Maranhão S/A (TELMA) foi a empresa operadora de telefonia do sistema Telebras no estado do Maranhão antes do processo de privatização em julho de 1998.

## História
A TELMA foi criada em 13 de novembro de 1966 pelo Governo do Maranhão. A empresa foi incorporada pela Telebras, uma sociedade de economia mista federal, na década de 70.
Na época, havia uma política de unificação das empresas de serviço telefônico do país, tendo a Telebras sido criada para centralizar, coordenar e planejar as atividades de telecomunicação do país.
Dessa forma, a Telebras instituiu em cada estado uma empresa-polo, além de incorporar as companhias telefônicas existentes, por meio da aquisição de seus acervos ou de seus controles acionários.

### Telefonia móvel
A TELMA CELULAR foi criada em 15 de dezembro de 1997, após a lei 9.295/96 determinar que a prestação do serviço de telefonia móvel deveria ser realizada por meio de empresa específica.

### Privatização
Em 1998, o Ministério das Comunicações dividiu a Telebrás em doze companhias para a sua privatização, dentre elas a Norte Leste S.A, transformada em Telemar em abril de 1999. A Telemar era composta pelas empresas dos 16 estados de sua área inicial, incluindo a TELMA. Em 2001, essas 16 empresas foram integradas, dando origem a uma única empresa.
Em 2002, a Oi foi criada como o braço de telefonia móvel da empresa. Em 2007, a Oi se tornou a marca única da empresa e de todos os seus serviços.
As empresas estatais de telefonia celular também foram agrupadas para realização da privatização. A TELE NORTE CELULAR PARTICIPAÇÕES S.A. era formada pela TELEAMAZON Celular, TELAIMA Celular, TELEPARÁ Celular, TELEAMAPÁ Celular e TELMA Celular. Posteriormente, a empresa regional se tornou a controladora da chamada de Amazônia Celular, pertencendo ao Grupo Oportunity. O monopólio do grupo na região foi quebrada cerca de seis meses depois com a entrada da NBT, empresa de telefonia controlada pela Tele Centro-Oeste Celular.
A Amazônia Celular e a Telemig Celular foram compradas pela Vivo em agosto de 2007. Em dezembro de 2007, a Oi compra a Amazônia Celular por 120 milhões de reais, sendo absorvida pela empresa e deixando de existir.
Com a venda da Oi Móvel em 2022, os clientes foram divididos entre TIM, Claro e Vivo. No rateio, a Tim ficou com os clientes do DDD 99 e a Vivo com os do DDD 98, ambos no Maranhão.